# The Hard Corps
The Hard Corps (Cận vệ cừ khôi) là một bộ phim hành động / tâm lý Mỹ của đạo diễn Sheldon Lettich thực hiện và phát hành vào năm 2006. Phim có sự tham gia của Jean-Claude Van Damme và Vivica A. Fox.

## Diễn viên
- Jean-Claude Van Damme vai Phillippe Sauvage
- Raz Adoti vai Wayne Barclay
- Vivica A. Fox vai Tamara Barclay
- Peter Bryant vai Kendall Mullins
- Ron Bottitta vai Detective Teague
- Viv Leacock vai Terrell Singletery
- Adrian Holmes vai Cujo
- Mark Griffin vai Casey Bledsoe
- Ronald Selmour vai Simcoe
- Aaron Au vai Kim
- Dexter Bell vai High Dog
- Julian D. Christopher vai Clarence Bowden
- Nneka Croal vai Jessie Otero
- Sharon Amos vai Lydia
- Doron Bell, Jr. vai Leonard